# Psychedelic Pill
Psychedelic Pill je třicáté třetí studiové album kanadského hudebníka Neila Younga, vydané v říjnu 2012 u vydavatelství Reprise Records. Jde o jeho druhou spolupráci se skupinou Crazy Horse v roce 2012; v červnu toho roku spolu totiž vydali album Americana složené výhradně z coververzí. Rovněž jde o jejich první společné album složené z nových autorských písní od roku 2003, kdy vydali album Greendale.
Z celkových osmi písní na albu tři přesahují desetiminutovou hranici a jedné z nich chybí dvě a půl minuty k půl hodině (zbylé dvě mají kolem šestnácti minut). Titulní skladba je na albu zahrnuta ve dvou verzích; na druhém místě je její klasická verze a na devátém alternativní mix. Se svou stopáží necelých devadesáti minut je album Psychedelic Pill Youngovo nejdelší studiové album a první studiové dvojalbum.

## Před vydáním
V roce 2012 se Young po osmi letech poprvé sešel s členy skupiny Crazy Horse. Během první části roku spolu nahráli jedenáct coververzí pro album Americana a při tom ještě nahráli dostatek písní pro jedno autorské album. Nahrávání alba probíhalo ve studiu Audio Casa Blanca v kalifornském městě Redwood City a stejně jako u předchozího alba byli i zde producenty Young, John Hanlon a Mark Humphreys.

## Vydání
Album oficiálně vyšlo 30. října 2012, ale už 24. října jej Young umístil volně k poslechu na svůj oficiální web, přičemž ve stejný den se objevilo i neoficiálně volně ke stažení na různých serverech. Album vyšlo ve více formách; buď na dvou CD nebo na třech LP deskách. Dne 19. listopadu toho roku album vyšlo ještě na blu-ray v rozlišení 24-bit/192 kHz. V blu-ray formě byl ke každé skladbě navíc doplněn také videoklip. Jde převážně o videa, ve kterých jsou často viditelné různé psychedelické prvky; v různých částech jsou vždy doplněna o archivní záběry Neila Younga či záběry ze starých filmů.
Uprostřed obalu alba je v pilulce vyobrazeno logo skupiny Crazy Horse, nad ním zleva slovo „Psychedelic“ a zprava zrcadlově k němu „Pill“; totéž je dole pod logem vzhůru nohama. Logo skupiny je kulaté a písmena se okolo něj postupně zmenšují a následně zvětšují. Autory obalu alba jsou Rebecca Holland (logo skupiny Crazy Horse), Lori Anzalone (pilulka) a Gary Burden (písmo).

## Skladby
Album otevírá sedmadvacetiminutová skladba „Driftin' Back“ začínající nejprve jako folková píseň pouze s akustickou kytarou a Youngovým zpěvem. Krátce po první minutě se přidává i zbytek kapely a v následujících částech je skladba spíše improvizovaná. Celá píseň je postavená na dvou akordech a Youngova kytara je doplněna o různé efekty i zpětnou vazbu. V dlouhém textu je mimo jiné zmíněna i Youngova nenávist ke špatné kvalitě písní v mp3 formátu. Druhá skladba „Psychedelic Pill“ má naopak stopáž půl čtvrté minuty a kytara je v ní hrána přes efekt, díky čemuž ve výsledku zní jako tryskáč. Třetí přichází na řadu epická šestnáctiminutová „Ramada Inn“, jež vypráví příběh staršího, cestovatelsky založeného páru.
Následuje téměř čtyřminutová píseň „Born in Ontario“, kde mimo svého rodného Ontaria zmiňuje i různé země ve Spojených státech. V textu písně „Twisted Road“ Young odkazuje na své hudební kolegy, například na Boba Dylana nebo Hanka Williamse. Následuje osmiapůlminutová „She's Always Dancing“ a jako sedmá byla zařazena čtyřminutová balada „For the Love of Man“. Po ní album pokračuje svižnou šestnáctiminutovou „Walk Like a Giant“, která je (stejně jako „She's Always Dancing“) postavená na jednoduché melodii s dlouhými instrumentálními pasážemi. Zpočátku je píseň doprovázena pískáním, jež se vrací i během zbytku písně. Přibližně pět minut na konci písně je slyšet pouze noise ve stylu Youngova koncertního alba Arc. Album uzavírá alternativní mix písně „Psychedelic Pill“, který je přibližně o čtvrt minuty kratší než jeho původní verze a není v ní efekt. Se svou stopáží tří minut a dvanácti sekund je z celého alba písní vůbec o nejkratší.

## Podpora alba
Skupina Crazy Horse v čele s Youngem odehrála několik amerických koncertů v srpnu 2012 a dalších více než dvacet vystoupení v Kanadě a USA pak přidali ještě od října do prosince. V březnu 2013 vystoupili na několika koncertech v Austrálii a na Novém Zélandu. Od června do srpna toho roku se skupina přemístila do Evropy, kde zahrála v Německu, Nizozemsku, Francii, Belgii, Spojeném království, Lucembursku, Švýcarsku, Itálii a Norsku. Poslední vystoupení se uskutečnilo 7. srpna v norském Oslu. Následujících sedm evropských koncertů ale muselo být kvůli zlomenině ruky kytaristy Franka Sampedra zrušeno. Neuskutečnila se tak vystoupení vystoupení ve Švédsku, Dánsku, Norsku, Německu, Belgii a dvě v Anglii. Koncem téhož měsíce měla skupina v koncertování pokračovat v Severní Americe; ale nakonec museli i tyto koncerty zrušit. Jejich náhradní termíny byly oznámeny v prosinci 2013; Neil Young se skupinou Crazy Horse odehrají od července do srpna 2014 po jednom koncertu v Irsku a v Anglii, čtyři v Německu a závěrem jeden v Belgii. Náhrada za turné po Severní Americe oznámena nebyla.

## Seznam skladeb
Autorem všech skladeb je Neil Young.

### CD verze
| Disk 1 | Disk 1           | Disk 1 |
| Pořadí | Název            | Délka  |
| ------ | ---------------- | ------ |
| 1.     | Driftin' Back    | 27:37  |
| 2.     | Psychedelic Pill | 3:28   |
| 3.     | Ramada Inn       | 16:50  |
| 4.     | Born in Ontario  | 3:49   |

| Disk 2 | Disk 2                              | Disk 2 |
| Pořadí | Název                               | Délka  |
| ------ | ----------------------------------- | ------ |
| 5.     | Twisted Road                        | 3:29   |
| 6.     | She's Always Dancing                | 8:33   |
| 7.     | For the Love of Man                 | 4:14   |
| 8.     | Walk Like a Giant                   | 16:29  |
| 9.     | Psychedelic Pill (alternativní mix) | 3:12   |

### LP verze
| Strana 1 | Strana 1                   | Strana 1 |
| Pořadí   | Název                      | Délka    |
| -------- | -------------------------- | -------- |
| 1.       | Driftin' Back (první část) | 18:14    |

| Strana 2 | Strana 2                            | Strana 2 |
| Pořadí   | Název                               | Délka    |
| -------- | ----------------------------------- | -------- |
| 2.       | Driftin' Back (druhá část)          | 9:56     |
| 3.       | Psychedelic Pill (alternativní mix) | 3:11     |

| Strana 3 | Strana 3                            | Strana 3 |
| Pořadí   | Název                               | Délka    |
| -------- | ----------------------------------- | -------- |
| 4.       | Psychedelic Pill (alternativní mix) | 3:27     |
| 5.       | Ramada Inn (Going South)            | 16:52    |

| Strana 4 | Strana 4             | Strana 4 |
| Pořadí   | Název                | Délka    |
| -------- | -------------------- | -------- |
| 6.       | Born in Ontario      | 3:49     |
| 7.       | Twisted Road         | 3:28     |
| 8.       | She's Always Dancing | 8:34     |
| 9.       | For the Love of Man  | 4:13     |

| Strana 5 | Strana 5          | Strana 5 |
| Pořadí   | Název             | Délka    |
| -------- | ----------------- | -------- |
| 10.      | Walk Like a Giant | 16:31    |

## Obsazení
hudebníci

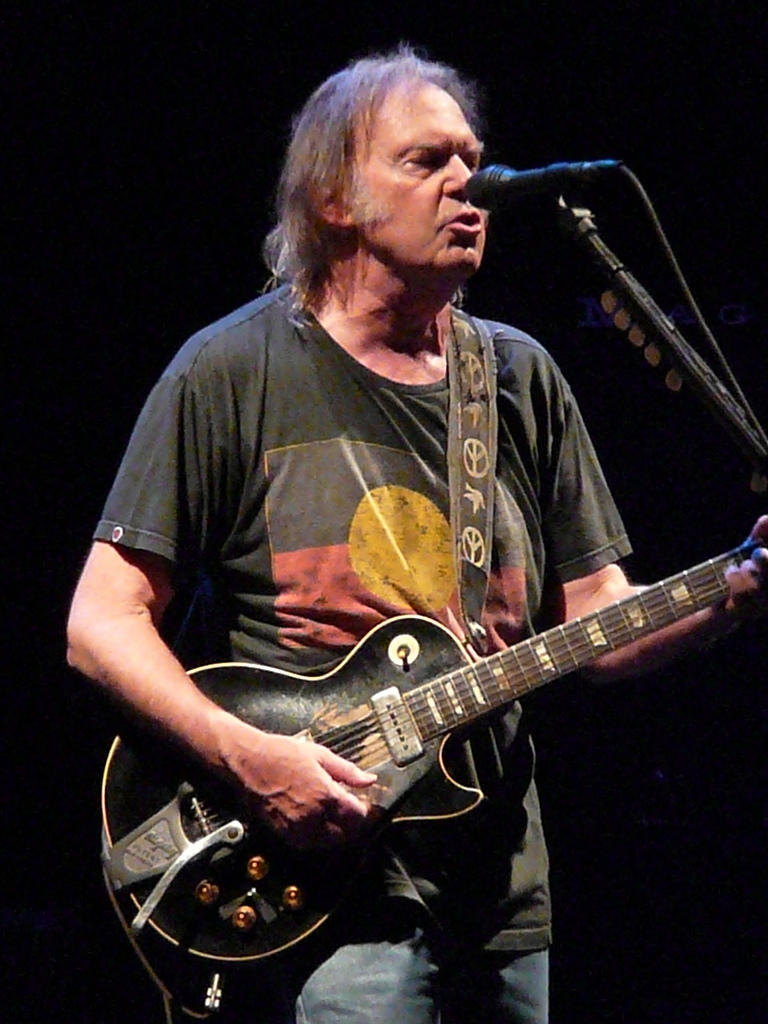
Neil Young v roce 2009

- Neil Young – kytara, zpěv, varhany
- Frank „Poncho“ Sampedro – kytara, zpěv
- Billy Talbot – baskytara, zpěv
- Ralph Molina – bicí, zpěv
- Dan Greco – tamburína, zvony

technická podpora
- Neil Young – produkce, mixing
- John Hanlon – produkce, mixing
- Mark Humphreys – produkce
- Jeff Pinn – zvukový technik
- John Hausmann – zvukový technik
- Chris Bellman – mastering

## Kritika
Album Psychedelic Pill mělo převážně pozitivní recenze. Například David Fricke v časopise Rolling Stone uvedl: „Album má vířící poctivost a brutální nevázanost jako všechna jejich alba dohromady.“ Přestože se neobjevovala záporná hodnocení, některými kritiky byla píseň „She's Always Dancing“ přirovnávána k Youngově písni „Like a Hurricane“ z roku 1977.
Internetový portál Stereogum označil desku Psychedelic Pill za album týdne. Časopis Rolling Stone album zařadil na desátou příčku nejlepších alb roku 2012 a píseň „Ramada Inn“ na páté místo v žebříčku padesáti nejlepších písní toho roku. Album bylo nominováno na cenu Grammy v kategorie nejlepší rockové album.

### Hodnocení
- Allmusic [1]
- The Guardian [2]
- The Daily Telegraph [3]
- Rock & Pop [4]
- The Observer [38]
- Rolling Stone [17]
- Daily Express [39]
- The Independent [40]
- Slant Magazine [41]
- NME [5]
- PopMatters [42]
- Pitchfork Media [33]
- Musicserver.cz [15]
- Faster Louder [43]
- The Line of Best Fit [44]

### Žebříčky
| Žebříček                                    | Umístění |
| ------------------------------------------- | -------- |
| Schweizer Hitparade (Švýcarsko)             | 12       |
| Media Control Charts (Německo)              | 4        |
| Ö3 Austria Top 40 (Rakousko)                | 11       |
| SNEP (Francie)                              | 19       |
| MegaCharts (Nizozemsko)                     | 11       |
| Ultratop (Belgie, Vlámsko)                  | 6        |
| Ultratop (Belgie, Valonsko)                 | 20       |
| Sverigetopplistan (Švédsko)                 | 7        |
| Suomen virallinen lista (Finsko)            | 18       |
| VG-lista (Norsko)                           | 6        |
| Tracklisten (Dánsko)                        | 11       |
| FIMI (Itálie)                               | 19       |
| Productores de Música de España (Španělsko) | 25       |
| ARIA Charts (Austrálie)                     | 28       |
| RIANZ (Nový Zéland)                         | 20       |
| Billboard 200 (USA)                         | 8        |
| Top Rock Albums (USA)                       | 2        |
| UK Albums Chart (Spojené království)        | 14       |